# Lecythis ollaria
Espèce
Synonymes
- Eschweilera cordata (O.Berg) Miers[1]
- Lecythis cordata O.Berg[1]
- Lecythis ollaria L.[1]

Statut de conservation UICN

 LC  : Préoccupation mineure
Lecythis ollaria est une espèce de plantes à fleurs dicotylédones de la famille des Lécitidacées originaires du Vénézuela.

## Description
C'est un arbre.

## Classification
La description de l'espèce a été publiée en 1758 par le botaniste suédois Pehr Loefling. L'épithète spécifique « ollaria » fait référence à son fruit en forme de pot.
Le genre Lecythis est assigné à la famille des Lecythidaceae, dans l'ordre des Ericales.

## Utilisation
Le fruit est localement nommé wabi[réf. nécessaire].
Le bois est parfois commercialisé, parmi d'autres espèces, sous le nom de manbarklak[réf. nécessaire], de même que les arbres du genre Eschweilera, très proches. L'un des synonymes de Lecythis ollaria est d'ailleurs Eschweilera cordata (O.Berg) Miers . 